# 작은대만땃쥐
작은대만땃쥐(Chodsigoa sodalis)는 땃쥐과에 속하는 희귀종 포유류이다.